# Poul Henrik Hedeboe
Poul Henrik Hedeboe (født 12. juli 1946 i Kaldred
) er en dansk politiker og driftsleder, han som repræsenterede Socialistisk Folkeparti i Folketinget fra 8. juli 2004 til 13. november 2007. Han indtrådte i Folketinget 8. juli 2004 som afløser for Margrete Auken, da hun var blevet valgt til Europa-Parlamentet, og blev genvalgt direkte til Folketinget ved folketingsvalget 8. februar 2005 i Frederiksborg Amtskreds.
Poul Henrik Hedeboe var medlem af Folketingets trafikudvalg og erhvervsudvalg. I tilknytning hertil var han partiets ordfører inden for trafik-, økologi- og erhvervsområderne.
Poul Henrik Hedeboe er søn af gårdejer Bent Christensen Hedeboe og Dgveke Henriette f. Skytt Hastrup.
Hedeboe studerede agronomi på Landbrughøjskolen 1969-1972 og kemi og legemsøvelser på Københavns Universitet 1972-1976. Han arbejdede som socialpædagog på Kofoeds Skole 1974-1978 og var driftsleder for Svanholm landbrug, gartneri og pakkeri 1978-2003.

## Biografi fra Folketingets hjemmeside
Hedeboe, Poul Henrik, driftsleder, c/o Svanholm Gods, Svanholm Allé 2, 4050 Skibby.
Socialistisk Folkeparti – Medlem af Folketinget for Frederiksborg Amtskreds fra 15. juli 2004. (Indtrådt ved Margrete Aukens mandatnedlæggelse).